# Olivia Wildeová
Olivia Wildeová (nepřechýleně Wilde; * 10. března 1984 New York), rodným jménem Olivia Jane Cockburn, je irsko-americká herečka a modelka. Hrát začala v roce 2000, ale do širšího povědomí veřejnosti se dostala až v roce 2003, když se objevila v mnoha filmových a seriálových rolích. Zahrála si v americkém seriálu O.C.California nebo The Black Donnellys. Nejvíce se však proslavila rolí Dr. Remy Hadleyové alias Třináctky v seriálu Dr. House.

## Životopis

### Rodina
Olivia se narodila 10. března 1984 v New Yorku, ale vyrůstala ve Washingtonu. Jejími rodiči jsou Leslie Cockburn (rodným jménem Corkhill Redlich) a Andrew Cockburn, rodák z Londýna irského původu. Oba rodiče jsou známými novináři. Narodila se do novinářské rodiny, její strýčkové Alexander Cockburn a Patrick Cockburn jsou také novináři. Jejími příbuznými jsou i spisovatelka Sarah Caudwell a spisovatel a novinář Claud Cockburn. Wildeová sama přiznala, že její kariéra se mohla odvíjet zcela jinak, kdyby se nerozhodla jít proti rodinné tradici v novinařině. Oba její rodiče byli velice známí především ve Washingtonu, kde byli zváni do nejvyšších kruhů.
V roce 2003 se provdala za Taa Ruspoliho, amerického filmaře a hudebníka.

### Studium
Zpočátku navštěvovala Georgetown Day School ve Washingtonu, později Phillips Academy v Andoveru v Massachusetts. Krátce studovala také v Irsku (The Gaiety School of Acting v Dublinu), odkud pochází její otec.

### Kariéra
Od roku 2003 se objevovala ve snímcích jako jsou Sexbomba od vedle, Alpha Dog, nebo Mezi mužem a ženou. Známou se stala ztvárněním role Alex Kelly v seriálu O.C. California, který je z produkce americké televizní stanice Fox. V roce 2007 byla obsazena do seriálu The Black Donellys. V této televizní sérii ztvárnila roli samotářské Jenny Reily, která se pohybovala v gangsterském prostředí. Ačkoliv byl seriál u diváků velmi oblíben, stáhla jej televizní stanice NBC po čtvrté epizodě z vysílání a zbytek odvysílala online na internetu. Největší úspěch ji přinesla až role Dr. Remy Hadleyové alias Třináctky z televizního seriálového dramatu Dr. House. V tomto seriálu z lékařského prostředí se objevila v roce 2007 až ve čtvrté sérii.
V roce 2009 byla Wildeová hodnocena jako #1 Hot 100 známého lifestylového magazínu Maxim. Již dříve, v roce 2005, byla hodnocena jako #95 ankety 100 nejsvůdnějších žen roku 2005 mezinárodního magazínu HFM. Působí také jako modelka.

## Osobní život
Když jí bylo 19 let, provdala se za italského filmaře Taa Ruspoliho. V roce 2011 se rozvedli. V listopadu 2011 začala chodit s hercem Jasonem Sudeikisem. Dvojice se zasnoubila v lednu 2013. V roce 2014 se jim narodil syn Otis a v říjnu roku 2016 dcera Daisy Josephine.

## Filmografie

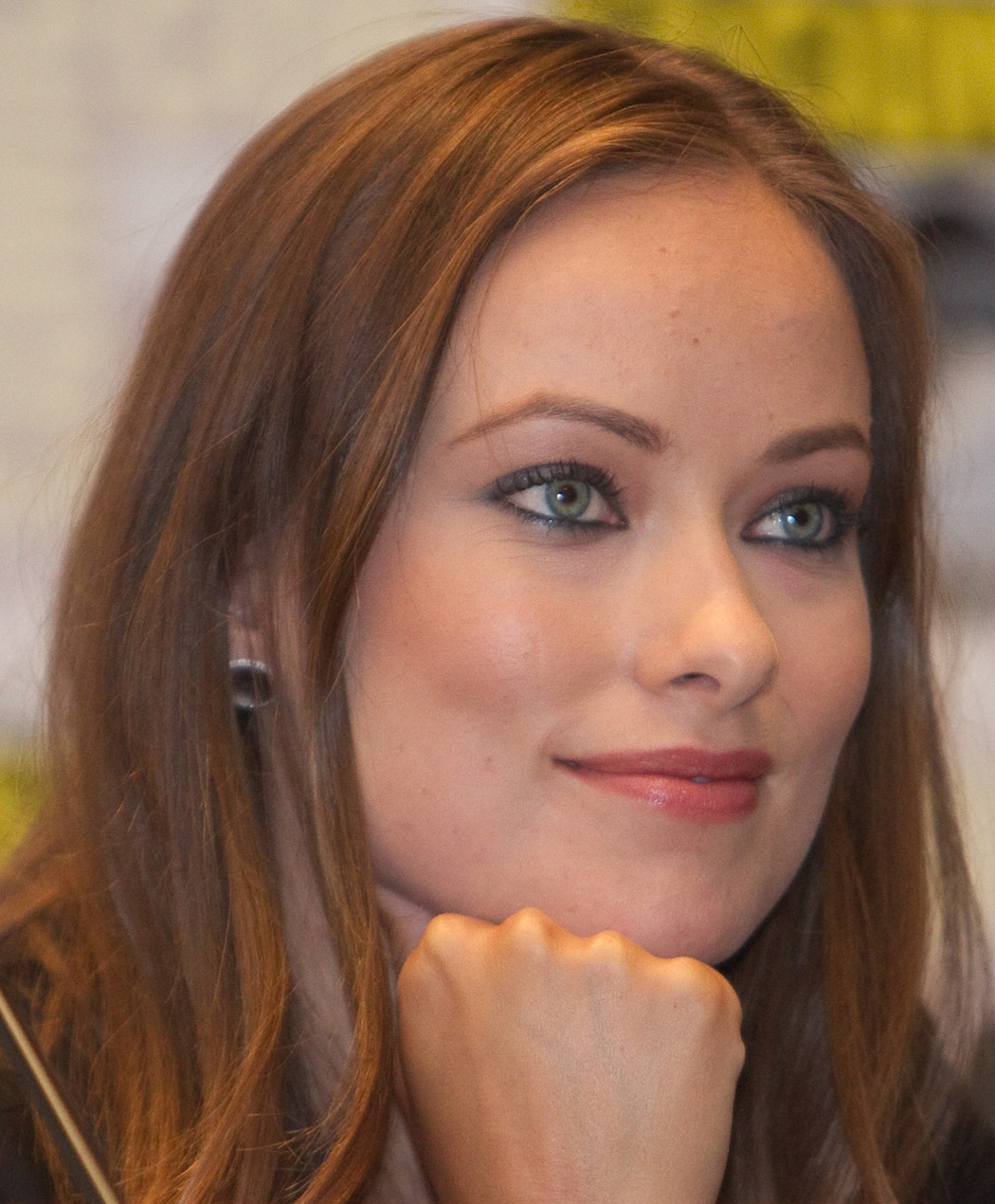
Olivia Wildeová v San Diegu při premiéře filmu Tron Legacy

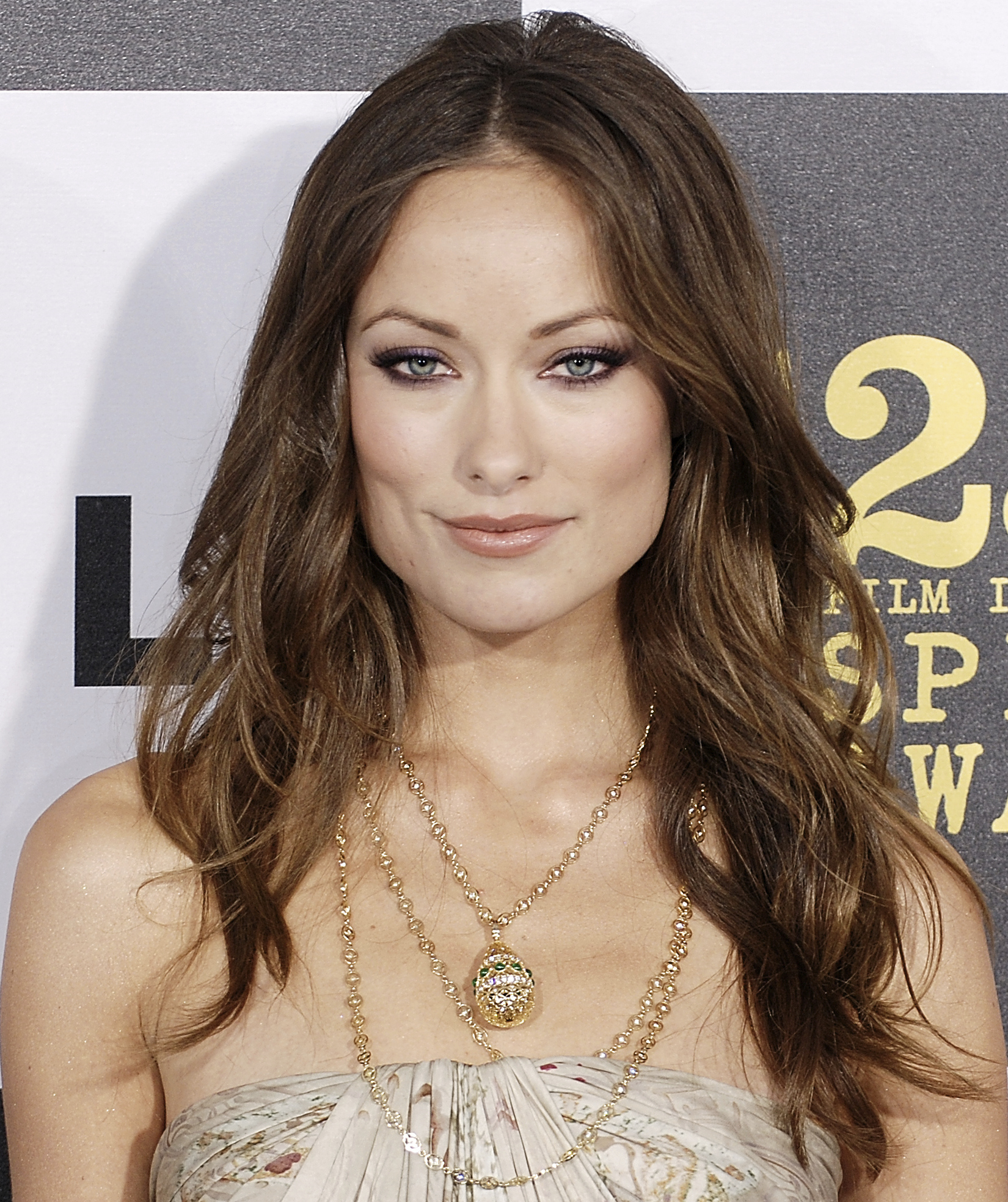
Olivia Wildeová

### Film
| Role | Název                        | Role               | Poznámky                                          |
| ---- | ---------------------------- | ------------------ | ------------------------------------------------- |
| 2004 | Sexbomba od vedle            | Kellie             |                                                   |
| 2005 | Mezi mužem a ženou           | Družička           |                                                   |
| 2006 | Alpha Dog                    | Angela Holden      |                                                   |
| 2006 | Žhavé nápady                 | Sarah Witt         |                                                   |
| 2006 | Brazilský masakr             | Bea                |                                                   |
| 2007 | Bobby Z                      | Elizabeth          |                                                   |
| 2008 | Fix                          | Bella              |                                                   |
| 2009 | Rok jedna                    | Princezna Inanna   |                                                   |
| 2009 | The Ballad of G.I. Joe       | Baronka            |                                                   |
| 2010 | Weird: The Al Yankovic Story | Madonna            |                                                   |
| 2010 | Tři dny ke svobodě           | Nicole             |                                                   |
| 2010 | Tron: Legacy                 | Quorra             |                                                   |
| 2011 | Free Hugs                    | Head Hooper        | krátkometrážní film, také režisérka a scenáristka |
| 2011 | Kovbojové a vetřelci         | Ella Swenson       |                                                   |
| 2011 | V cizí kůži                  | Sabrina McKay      |                                                   |
| 2011 | On the Inside                | Mia Conlon         |                                                   |
| 2011 | Vyměřený čas                 | Rachel Salas       |                                                   |
| 2012 | Máslo                        | Brooke Swinkowski  |                                                   |
| 2012 | Chladnokrevný                | Liza               |                                                   |
| 2012 | Lidé jako my                 | Hannah             |                                                   |
| 2012 | The Words                    | Daniella           |                                                   |
| 2013 | Kouzelníci                   | Jane               |                                                   |
| 2013 | Kámoši až na dno lahve       | Kate               | také výkonná producentka                          |
| 2013 | Rivalové                     | Suzy Miller        |                                                   |
| 2013 | Ona                          | Amelia             |                                                   |
| 2013 | Ten třetí                    | Anna               |                                                   |
| 2014 | Blondýna na předpis          | Elizabeth Roberts  |                                                   |
| 2014 | Láska jako blázen            | Beatrice Fairbanks |                                                   |
| 2015 | Vzkříšení démona             | Zoe                |                                                   |
| 2015 | Unity                        | Narrator           | dokument                                          |
| 2015 | Meadowland                   | Sarah              | také výkonná producentka                          |
| 2015 | Trable o Vánocích            | Eleanor            |                                                   |
| 2016 | Black Dog, Red Dog           | Sunshine           |                                                   |
| 2018 | A Vigilante                  | Sadie              |                                                   |
| 2018 | Sám život                    | Abby Dempsey       |                                                   |
| 2019 | Šprtky to chtěj taky         | —                  | režisérka                                         |
| 2019 | Richard Jewell               | Kathy Scruggs      |                                                   |
| 2021 | Jak to skončí                | Alay               |                                                   |
| 2021 | Krotitelé duchů: Odkaz       | Gozer the Gozerian |                                                   |
| 2022 | To nic, drahá                | Bunny              | také režisérka                                    |
| 2022 | DC Liga supermazlíčků        | Lois Lane          |                                                   |
| 2022 | Babylon                      |                    |                                                   |

### Televize
| Role      | Název                                           | Role                             | Poznámky                                            |
| --------- | ----------------------------------------------- | -------------------------------- | --------------------------------------------------- |
| 2003      | Skin                                            | Jewel Goldman                    | 6 dílů                                              |
| 2004–2005 | The O.C.                                        | Alex Kelly                       | 13 dílů                                             |
| 2007      | The Black Donnellys                             | Jenny Reilly                     | 14 dílů                                             |
| 2007–2012 | Dr. House                                       | Dr. Remy „Třináctka“ Hadley      | 81 dílů                                             |
| 2012      | Tron: Povstání                                  | Quorra (hlas)                    | díl: „Isolated“                                     |
| 2012      | Half the Sky                                    | Samu sebe                        | dokument                                            |
| 2012      | Robot Chicken                                   | Různé hlasy                      | díl: „Crushed by a Steamroller on My 53rd Birthday“ |
| 2013      | The High Fructose Adventures of Annoying Orange | Duhová víla (hlas)               | díl: „Bats All, Fruits“                             |
| 2014      | Americký táta                                   | Denise (hlas)                    | díl: „Introducing The Naughty Stewardesses“         |
| 2014–2015 | Portlandia                                      | Brit                             | 3 díly                                              |
| 2014–2015 | BoJack Horseman                                 | Charlotte (hlas)                 | 4 díly                                              |
| 2015      | Doll & Em                                       | Olivia                           | 5 dílů                                              |
| 2016      | Vinyl                                           | Devon Finestra                   | 8 dílů                                              |
| 2016      | Zornův syn                                      | Zornova bývalá přítelkyně (hlas) | díl: „Radioaktivní bývalka“                         |

### Divadlo
| Rok  | Název              | Role              | Poznámky       |
| ---- | ------------------ | ----------------- | -------------- |
| 2007 | Beauty On The Vine | Lauren Chickering | Theatre Row    |
| 2017 | 1984               | Julia             | Hudson Theatre |

### Hudební videoklipy
| Rok  | Název                | Umělec                               | Poznámky  |
| ---- | -------------------- | ------------------------------------ | --------- |
| 2006 | „So Far We Are“      | French Kicks                         |           |
| 2007 | „Stolen“             | Dashboard Confessional               |           |
| 2010 | „Derezzed“           | Daft Punk                            |           |
| 2013 | „City of Angels“     | Thirty Seconds to Mars               |           |
| 2016 | „No Love Like Yours“ | Edward Sharpe and the Magnetic Zeros | režisérka |
| 2016 | „Dark Necessities“   | Red Hot Chili Peppers                | režisérka |
| 2018 | „Nice for What“      | Drake                                |           |

### Videohry
| Rok  | Název                        | Role   |
| ---- | ---------------------------- | ------ |
| 2010 | Tron: Evolution              | Quorra |
| 2010 | Tron Evolution: Battle Grids | Quorra |